# 리비아 한국인 납치 사건
리비아 한국인 납치 사건은 2018년 7월 6일 리비아 서부 자발 하사우나 지역에서 무장민병대가 모 회사의 캠프에 침입해 물품을 약탈하고 한국인 1명과 필리핀인 3명을 납치한 사건이다. 한동안 정부의 엠바고로 납치 사실이 숨겨졌으나 페이스북에 납치된 인원들의 동영상이 공개되면서 납치 사실이 알려졌다.
리비아 당국은 '타리크 후네이쉬'가 이끄는 무장세력이 후네이쉬의 형제이자 조직 핵심 인사인 '알무바락 후네이쉬'의 석방을 목적으로 납치를 했을 가능성이 있다고 보고, 수사 및 피랍자 석방 노력을 진행하고 있다고 전했다.

## 반응
사건 발생 27일이 지나서야 외교부가 이 사건을 공개하면서 여론의 역풍이 불었다. 또 한국인과 대한민국 국민의 납치 사실을 진작에 알고 구출 작전 수행을 지시까지 했음에도 휴가를 떠난 문재인을 향한 비난 여론도 거세게 일었다.

### 정계 반응
사건이 알려진 직후 더불어민주당은 백혜련 대변인을 통해 "리비아 현지에서 발생한 피랍사건에 대해 정부 당국은 무사귀환에 총력을 기울여야 한다"며 가족들을 위로한다는 입장을 밝혔다. 또 민간인 납치 행위를 반인륜적 중대 범죄로 규정하고, 석방을 강력히 촉구하였다. 한편으로 "국민의 안전을 위해 언론보도를 제한하고, 정부가 신속하고 과감한 대응을 취한 것은 매우 적절했다"는 평가를 내렸다.
자유한국당의 정갑윤 의원은 "납치된 60대 한국인이 "대통령님 도와달라" "너무 고통스럽다" "제발 도와달라"고 절규의 메시지를 보냈는데도, 문재인은 기획된 맥주쇼를 하며 아무 일 없듯 웃고, 태평하게 휴가를 보냈다"고 비판을 제기하였다.